# O Saci (filme)
O Saci é um filme de fantasia brasileiro de 1953, dirigido e escrito por Rodolfo Nanni, com uma história de Arthur Neves. O filme é baseado no livro de mesmo nome e a séries de livros homônima escrito por Monteiro Lobato. A história acompanha um garoto chamado Pedrinho (Lívio Nanni), que demonstra interesse em capturar o negro de uma só perna, o Saci (Paulo Matosinho), que habita a floresta virgem perto do Sítio do Picapau Amarelo.
Considerado a primeira produção infantil importante do cinema brasileiro, o filme é também a primeira adaptação audiovisual da série de livros Sítio do Picapau Amarelo, de Lobato. Curiosamente, em 1954 o filme ganhou o Prêmio Saci, que premiou os melhores filmes brasileiros da década de 1950.

## Sinopse
O filme mostra as aventuras de Narizinho e Emília no Sítio do Picapau Amarelo, junto de Pedrinho que quer capturar um Saci em uma garrafa, seguindo as instruções do Tio Barnabé. O Saci depois de capturado e solto novamente, irá ajudar Pedrinho a desfazer uma bruxaria que a Cuca jogou em Narizinho, transformando-a em pedra. No Sítio vivem ainda Dona Benta e Tia Nastácia, que cuidam das crianças e se divertem com suas reinações.

## Elenco
- Paulo Matosinho como Saci
- Olga Maria como Emília
- Livio Nanni como Pedrinho
- Aristeia Paula Souza como Narizinho
- Maria Rosa Moreira como Dona Benta
- Benedita Rodrigues como Tia Nastácia
- Otávio de Araújo como Tio Barnabé
- Mário Meneguelli como Cuca
- Yara Trexler como Iara

## Produção e recepção
Após voltar de uma viagem estudando cinema em Paris, Rodolfo Nanni teve a ideia de adaptar o livro O Saci (1921), do autor Monteiro Lobato. Ele conheceu o sócio de Caio Prado Jr. na Editora Brasiliense, que detinha os direitos dos livros de Lobato.  Arthur Neves começou a escrever o roteiro, que depois foi prosseguido por Nanni.  As filmagens foram realizadas em Ribeirão Bonito, próximo a São Carlos. Rodolfo Nanni contou que "A cidade era pequenina, mas muito bonita, cheia de sítios. A população nos recebeu com todo carinho. Nos adotou, por assim dizer. O prefeito emprestou um galpão que estava abandonado e lá montamos um estúdio, filmando os interiores do sítio, com móveis antigos que as pessoas nos davam." 
Lançado apenas cinco anos após a morte do autor Monteiro Lobato, no dia 10 de setembro de 1953, O Saci foi um sucesso comercial e ajudou a fazer a obra de Lobato popular para crianças e adultos, e especialmente entre os analfabetos. O filme ainda é bem lembrado e teve uma segunda estreia no 50º aniversário do início das filmagens, no Amazonas Film Festival.
Em 1954, o filme seria apresentado em Cannes, sob sugestão de Sonika Bo, e no Festival de Cinema Infantil de Veneza, porém, uma série de contratempos impediram que as amostras acontecessem.